# Delia Parodi

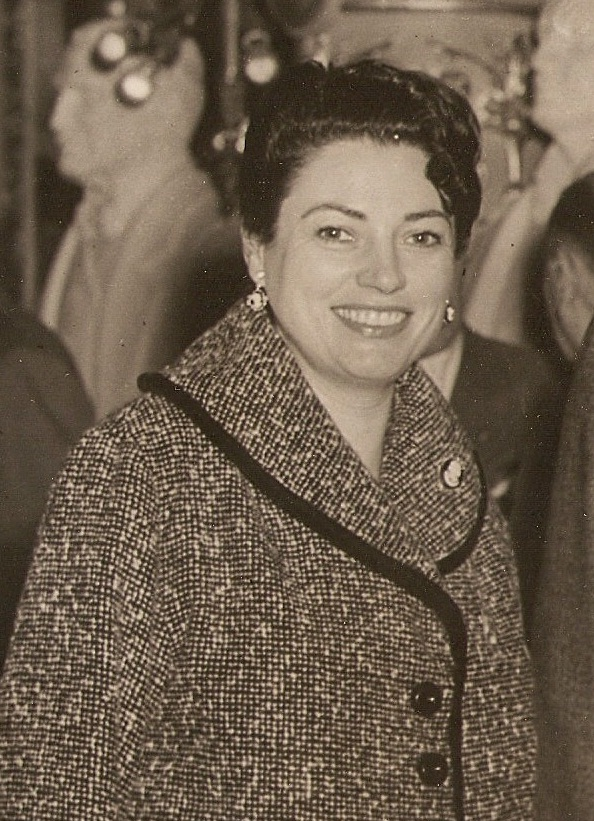
Delia Parodi

Delia Parodi (1913   - 1991) là một chính trị gia người Argentina và là người phụ nữ Argentina đầu tiên giữ một chức vụ được bầu nổi bật.
Delia Delfina Degliuomini được sinh ra với cha mẹ là  người Argentina gốc Ý sinh sống tại Ingeniero Luiggi, một thị trấn nhỏ của La Pampa vào năm 1913. Gia đình bà chuyển đến Buenos Aires vào năm 1917 và sống trong hoàn cảnh khiêm tốn. Bà đã học xong giáo dục trung học, tuy nhiên, và ngay sau đó đã gặp Juan Carlos Parodi, và lấy anh ta.
Hai vợ chồng điều hành một doanh nghiệp nhỏ vào năm 1944, Delia Parodi được thuê làm người viết tốc ký trong Bộ Lao động bởi người được bổ nhiệm mới, Đại tá Juan Perón. Parodi hỗ trợ Perón trong nỗ lực gây quỹ của ông đối phó với tàn phá năm 1944 tại San Juan trận động đất, và trở nên thân thiết đến Eva Duarte (những người sẽ sớm được vị hôn thê Perón và cố vấn có ảnh hưởng nhất). Sau cuộc bầu cử của Tổng thống Perón vào năm 1946, Parodi được chuyển đến Tỉnh San Luis, nơi bà tham gia với tư cách là một điều tra viên trong cuộc Tổng điều tra năm 1947. Kinh nghiệm này mang lại cho cô một sự thăng tiến với tư cách là một thanh tra viên địa phương ở khu vực Las Cañitas của thành phố Palermo (ngày nay là một phường cao cấp ở Buenos Aires).
Việc ban hành quyền bầu cử của phụ nữ ở Argentina vào năm 1949 và công việc lân cận của Parodi đã giúp bà có được một ghế trong Phòng đại biểu Argentina năm 1951 với tư cách là một trong 22 phụ nữ đầu tiên trong Quốc hội. Người phụ nữ đầu tiên có bài phát biểu chính thức tại Quốc hội Argentina, cô hoạt động trong sở hữu trí tuệ và quyền lợi người tiêu dùng. Sau cái chết của Đệ nhất phu nhân năm 1952, bà được bầu làm người đứng đầu của Đảng Phụ nữ Peronist, và đại diện cho đất nước của bà trong Liên minh Nghị viện. Vào ngày 25 tháng 4 năm 1953, bà nhất trí được bầu làm Phó Chủ tịch thứ nhất của Phòng, trở thành Người phụ nữ Argentina đầu tiên nắm giữ vị trí lãnh đạo được bầu trong bất kỳ chi nhánh nào (cho đến nay, bà vẫn là người phụ nữ chức vụ cao nhất trong lịch sử Quốc hội Argentina).